# 구제전문학교
구제전문학교(舊制專門學校, 일본어: 旧制専門学校)는 일본에 존재하던 고등교육기관이다. 일본이 대학 설립을 규제했으므로 1926년 개교한 경성제국대학을 제외한 나머지 교육기관은 모두 대학기관보다 아래인 전문학교였다. 1915년 공포된 <전문학교규칙> 및 <개정 사립학교규칙>의 설립기준을 따랐다. 입학자격은 보통 당시 중등교육기관인 학교였던 고등보통학교졸업자였다. 수업연한은 3, 4년이었다. 전문학교를 졸업하면 일본 구제고등학교와 동일한 학력으로 인정되어 일본 대학에 예과과정 없이 본과로 진행할 수 있었다. 전문적인 직업능력을 갖추게 한다는 일본 구제전문학교의 기본 취지를 따져볼 때 리버럴 아츠 위주의 미국식 교육을 추구했던 연희전문과 이화여전문을 대학으로 인정하지 않고 전문학교로 인가한 것은 일제의 차별적 규제라 할 수 있다. 일제강점기의 각급 학교 중에서 관립 학교는 조선총독부가 세운 학교를 의미한다.
해방 후 대학기관으로 승격하면서 여러 대학에 통합되었다.

## 초기의 전문학교
최초로 설립된 관립전문학교들의 경우 대한제국시절 조선 정부에 의해 세워진 농상공학교등 여러 관립 학교를 일제의 전문학교규칙에 의거 개편한것들이다.
- 관립
  - 경성법학전문학교 (1922) 경성전수학교[1] (1911)에서 승격됨. 현 서울대 법대로 승격
  - 경성의학전문학교 (1916) 조선총독부 의학강습소 (1913)에서 승격됨. 현 서울대 의대로 승격. 북한에 있는 동명의 학교와는 다르다.
  - 경성공업전문학교 (1915) 조선총독부 중앙공업사 부설 공업전습소 특별과로 출발. 현 서울대 공대로 승격
  - 수원농림전문학교 (1917) 조선총독부 부설 수원 권업 모범장 부설 농림학교로 출발. 현 서울대 농대로 승격

반면 미국선교사들에 의해 설립 운영되던 여러 사립기관들은 전문학교로 인정받지 못하고 규제되다가 세력을 모아 재단법인을 만듦으로서 비로서 전문학교로 인정받을 수 있었다.
- 사립
  - 연희전문학교[2] (1917) 경신학교 대학부에서 변경. 현 연세대학교로 승격. 1944년 관립 경성공업경영전문학교
  - 세브란스의학전문학교 (1917) 세브란스연합의학교[3]에서 변경. 현 연세대 의대로 승격. 1942년 사립 아사히 의학전문학교
  - 보성전문학교 (1921) 이용익이 1905년 세운 보성전문학교에서 변경. 현 고려대학교로 승격.

## 중기의 전문학교
1922년 2차 <조선교육령> 이후 기존의 각종 관립, 사립 학교들이 속속 승격 혹은 변경되었다.
- 관립
  - 경성고등상업학교 (1922) 1916년 조선총독부에서 사립전문학교 인가.  1918년 4월 1일 학교명 변경 후 1922년 관립으로 승격. 현 서울대 경영대 및 경제학과로 승격

- 공립
  - 평양의학전문학교 (1933) 평양의학강습소에서 승격. 현 평양의학대학로 승격
  - 대구의학전문학교 (1933) 대구의학강습소에서 승격. 현  경북대학교 의대로 승격

- 사립
  - 이화여자전문학교 (1925) 이화학당 대학과에서 승경. 현 이화여자대학교로 승격.  1944년 폐교 (연성소로 운영) 1945년 사립 경성여자전문학교
  - 숭실전문학교[4] (1925) 1938년 자진 폐교후 분단이후 1938년 자진 폐교후 분단이후 평양에서 서울로 이전하여 대힉기관으로 승격되고 숭실대학교가 설치됨.
  - 경성치과의학전문학교 (1929) 현 서울대 치과대학로 승격
  - 경성약학전문학교 (1930) 현 서울대 약학대학로 승격
  - 중앙불교전문학교 (1930)[5] 현 동국대학교로 승격. [총독부 학부 정식 인가는 1940년 6월]
  - 명륜전문학교    (1942) 전문학교급으로 승격 후에  사립 공자묘 명륜전문학교에서 1946년 9월 성균관대학으로 변경

## 중일전쟁 및 태평양전쟁시기
- 관립
  - 경성광산전문학교 (1939) 현 서울대 공대로 승격
  - 부산고등수산학교[6] (1941) 부산수산대학로 승격후 개편하여 현 부경대학교
  - 평양공업전문학교[7] (1944) 김일성종합대학으로 승격 및 공학부를 김책공업종합대학으로 재분리
  - 대구농업전문학교 (1944) 현 경북대학교 농과대학로 승격

- 공립
  - 광주의학전문학교 (1944) 현 전남대학교 의과대학로 승격

- 사범학교: 1944년에 기존의 사범학교 입학이 초등학교(보통학교) 졸업자에서 중학교(고등보통학교) 졸업자로 바뀌면서 전문학교급으로 승격됨.

- 사립
  - 경성여자의학전문학교[8] (1938) 우석대학교를 거쳐 현 고려대 의과대학로 승격
  - 숙명여자전문학교 (1939) 현 숙명여자대학교로 승격

## 같이 보기
- 구제대학
- 구제고등학교
- 구제중학교
- 일제강점기의 교육

## 참고 문헌
- 한국민족문화대백과, 한국학중앙연구원